# 圣米歇尔德拉罗
圣米歇尔德拉罗（法語：Saint-Michel-de-la-Roë，法語發音：[sɛ̃ miʃɛl də la ʁo]，意为“拉罗的圣米歇尔”）是法国马耶讷省的一个市镇，位于该省西南部，属于贡捷堡区。

## 地理
圣米歇尔德拉罗（47°52'48"N, 1°7'39"W）面积13.22 平方千米，位于法国卢瓦尔河地区大区马耶讷省，该省份为法国西北部内陆省份，北起芒什省和奧恩省，西接伊勒-维莱讷省，南至曼恩-卢瓦尔省，东临萨尔特省。
与圣米歇尔德拉罗接壤的市镇（或旧市镇、城区）包括：巴洛、布兰叙莱马尔什、方丹库韦尔特、拉罗、圣艾尼昂叙罗、拉塞勒克拉奈斯。
圣米歇尔德拉罗的时区为UTC+01:00、UTC+02:00（夏令时）。

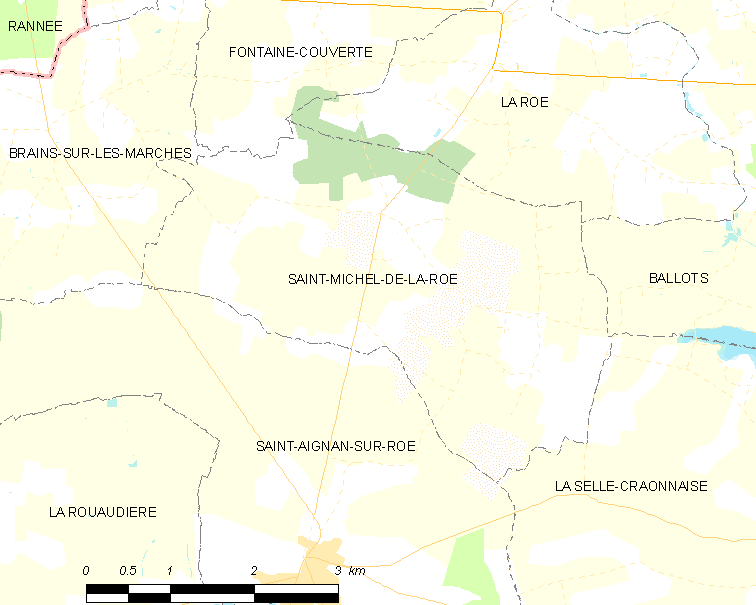
圣米歇尔德拉罗的OSM定位图

## 行政
圣米歇尔德拉罗的邮政编码为53350，INSEE市镇编码为53242。

## 政治
圣米歇尔德拉罗所属的省级选区为科塞勒维维安县。

## 人口

1962-2008年间圣米歇尔德拉罗人口变化图示

圣米歇尔德拉罗于2022年1月1日时的人口数量为255人。